# Prawo norweskie (Izrael)
Prawo norweskie (hebr. החוק הנורווגי, ha-chok ha-norwegi) – poprawka do Prawa zasadniczego: Kneset uchwalona w Izraelu w 2015 roku, która bazuje na doświadczeniach i zasadach panujących w państwach skandynawskich (głównie w Norwegii).
Wspomniana poprawka jest tak naprawdę artykułem 62 norweskiej konstytucji. Jego zapis stanowi, że każdy mianowany minister musi zrezygnować ze swojego mandatu w parlamencie. Zostają oni automatycznie zastąpieni następnymi w kolejności politykami z list wyborczych. W sytuacji, kiedy minister zrezygnuje lub zostanie odwołany może powrócić do roli parlamentarzysty, w miejsce posła, który go zastąpił wcześniej. Zasada ta ma rozdzielić sprawowane funkcje parlamentarzysty i członka rządu. Takie rozwiązanie stosowane jest także w Belgii, Szwecji i Estonii.

## Wprowadzenie prawa w Izraelu
Poprawka zwana prawem norweskim została przegłosowane w Izraelu w 2015 roku przez dwudziesty Kneset.
Uchwalenie tej poprawki wywołało największe kontrowersje w Zjednoczonym Judaizmie Tory. Ugrupowanie to składa się z dwóch partii: chasydzkiej Agudat Israel oraz niechasydzkiej, litwackiej Sztandar Tory (Degel ha-Tora). Spór wynikał z podziałów w społeczności ortodoksyjnej i wynikających z tego wpływów politycznych i reprezentantów w Knesecie. Degel Ha-Tora bardzo mocno optowała za uchwaleniem poprawki, ponieważ widziała w niej szansę na zwiększenie swoich wpływów w parlamencie i wyrównanie stronnictw w Zjednoczonym Judaizmie Tory. Miałoby do tego dojść w momencie rotacji związanej z wykorzystaniem poprawki. Po wyborach w 2015 roku Zjednoczony Judaizm Tory miał 6 mandatów. Na 7. miejscu ulokował się Ja’akow Aszer. Dzięki temu, że Me’ir Porusz otrzymał tekę ministra edukacji, to Aszer mógł otrzymać mandat i wyrównać liczbę posłów między Agudat Israel a Degel ha-Tora na 3 do 3 (z 4 do 2 na niekorzyść tej drugiej).
Mówiło się, iż w 2015 roku na przegłosowaniu tej poprawki miał skorzystać także Żydowski Dom, który chciał wprowadzić do Knesetu Szuli Mu’alem Rafa’eli.
Praktyki zwalniania mandatu poselskiego w momencie objęcia funkcji ministerialnej stosowane były w Izraelu już wcześniej – w latach 60. i 70. XX wieku czynili tak politycy Niezależnych Liberałów: Mosze Kol i Gidon Hausner.

## Wady i zalety prawa
Israel Democracy Institute (IDI) w ramach swoich analiz opublikował zalety oraz wady takiego rozwiązania prawnego. Za korzyść płynącą z prawa norweskiego uznano, że w miejsce ministrów, którzy są zajęci pracami prowadzonymi w rządzie, do Knesetu mogą dostać się nowi parlamentarzyści skupieni na pracy w Knesecie (jest to argument za wzmocnieniem parlamentu). Dodatkowo łatwiej będzie można osiągnąć kworum oraz poprawi to jakość prac komisji w Knesecie. Za wadę takiego rozwiązania uznano złamanie izraelskiej tradycji nakładania się władzy ustawodawczej na wykonawczą. Poza tym żaden członek rządu nie ma powodu, żeby przestać nagle uczęszczać w obradach parlamentu. IDI uważa, że uchwalenie tego prawa może zostać uznane przez społeczeństwo jako działanie korupcyjne. Za niebezpieczeństwo uznano sytuację, w której prawo norweskie używane byłoby do gry politycznej i prób załamania koalicji rządzących.